# فرانكلين بروك فوس
فرانكلين بروك فوس (بالإنجليزية: Franklin Brooke Voss)‏ هو رسام أمريكي، ولد في 1880 في نيويورك في الولايات المتحدة، وتوفي في 1953.